# 芒特弗里德姆 (新澤西州)
芒特弗里德姆（英語：Mount Freedom）是位於美國新澤西州摩里斯縣的非建制地區。

## 歷史
芒特弗里德姆的郵局自1825年營運至今。

## 地理
芒特弗里德姆所處的海拔為高於海平面269米（即883英呎），而該地所採用的時區為UTC-5，即北美东部时区（EST）。同時該地設有夏令時間，為UTC-5調快一小時，即UTC-4（EDT）。